# Escuela de Berlín de música electrónica
La Escuela de Berlín de música electrónica, también denominada Escuela de Berlín, es un subgénero de la música electrónica. Hace referencia a una generación de artistas, encuadrada en la década de los años 1970 y principios de los años 1980, y una escena musical que tienen en común la ciudad de Berlín Oeste como centro de operaciones. Entre los músicos más influyentes figuran Klaus Schulze, Tangerine Dream y Ash Ra Tempel.
La Escuela de Berlín es una evolución estilística del krautrock. Se tiende a identificar con la kosmische musik y se aleja de su contemporánea, y mucho más rítmica, Escuela de Düsseldorf que incluye a bandas como Can, Cluster, Kraftwerk o Neu!.

## Características

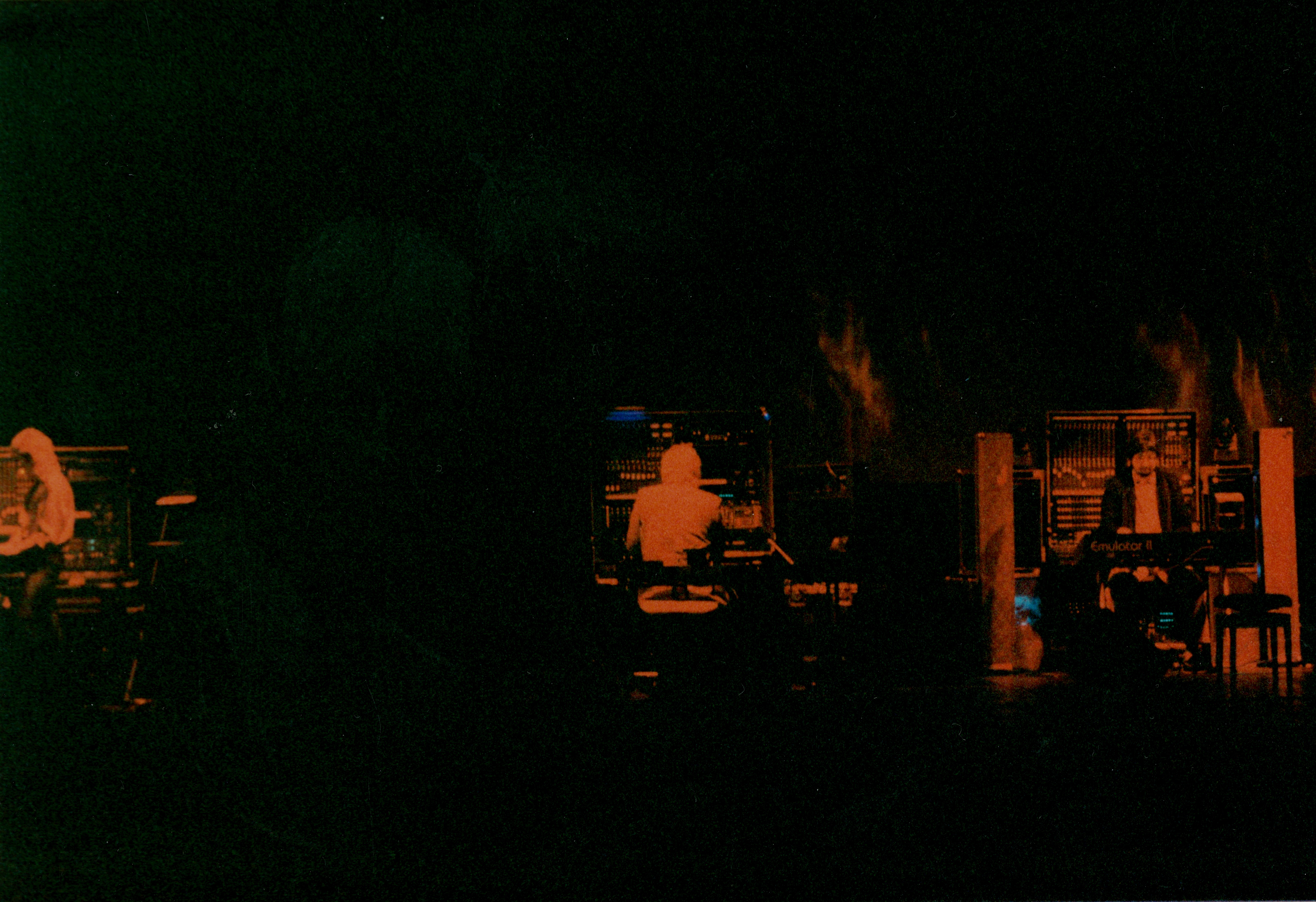
Tangerine Dream (años 1980)

El estilo propio de la Escuela de Berlín se caracteriza por cósmicos riffs de guitarra eléctrica u otras melodías de sintetizador acompañadas por complejas líneas de bajo secuenciadas. Las improvisaciones de la voz solista configuran la vertiente humana de esta música frente al sonido frío y robótico de las líneas de bajo. Es habitual la inclusión de efectos de sonido como el viento, las ráfagas de Mellotron, el sonido de flautas o los arreglos de cuerdas tanto orgánicas como sintetizadas. Con frecuencia también se incluyen piezas ambientales o experimentales normalmente como introducciones en los álbumes. La mayor parte de las canciones son de estilo instrumental utilizándose la voz como instrumento de modo esporádico.
Un tema clásico de la Escuela de Berlín puede durar alrededor de veinte o treinta minutos llenando toda una cara de un disco de vinilo. Esta duración extensa es uno de los sellos distintivos del género. Tras la llegada del disco compacto los artistas dejaron de estar limitados por la duración del vinilo pudiendo alargar sus composiciones tanto como desearan.

## Período clásico

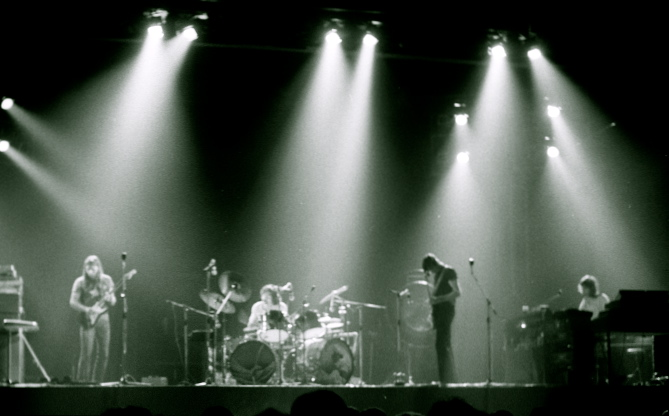
Pink Floyd (1973).

La Escuela de Berlín se basa en la utilización de instrumentación electrónica como sintetizadores, mellotron o secuenciadores. A partir de los mismos los artistas construyen sonidos y composiciones caracterizadas por un estilo atmosférico, etéreo y onírico, usualmente unidas a sesiones de improvisación y con vinculaciones a filosofias orientales, músicas étnicas y tribales, minimalismo o psicodelia. En la música popular pueden encontrarse antecedentes en el uso de instrumentación como los secuenciadores en bandas como The Who, en su tema «Baba O'Riley» (1971), o Pink Floyd en su disco The Dark Side of the Moon (1973).
La época clásica de la Escuela de Berlín tiene lugar entre los años 1974 y 1983. Comienza con la publicación por parte del grupo Tangerine Dream, integrado entonces por Edgar Froese, Christopher Franke y Peter Baumann, del álbum Phaedra (1974). Se considera que esta etapa clásica terminaría con la publicación por parte de Tangerine Dream, conformado por Froese, Franke y Johannes Schmoelling, del disco Hyperborea (1983). En estos años Tangerine Dream publicó algunos influyentes álbumes, que lograron entrar en las listas de ventas de países como Reino Unido, como Rubycon (1975), Stratosfear (1976), Force Majeure (1979), Tangram (1980) o White Eagle (1982).

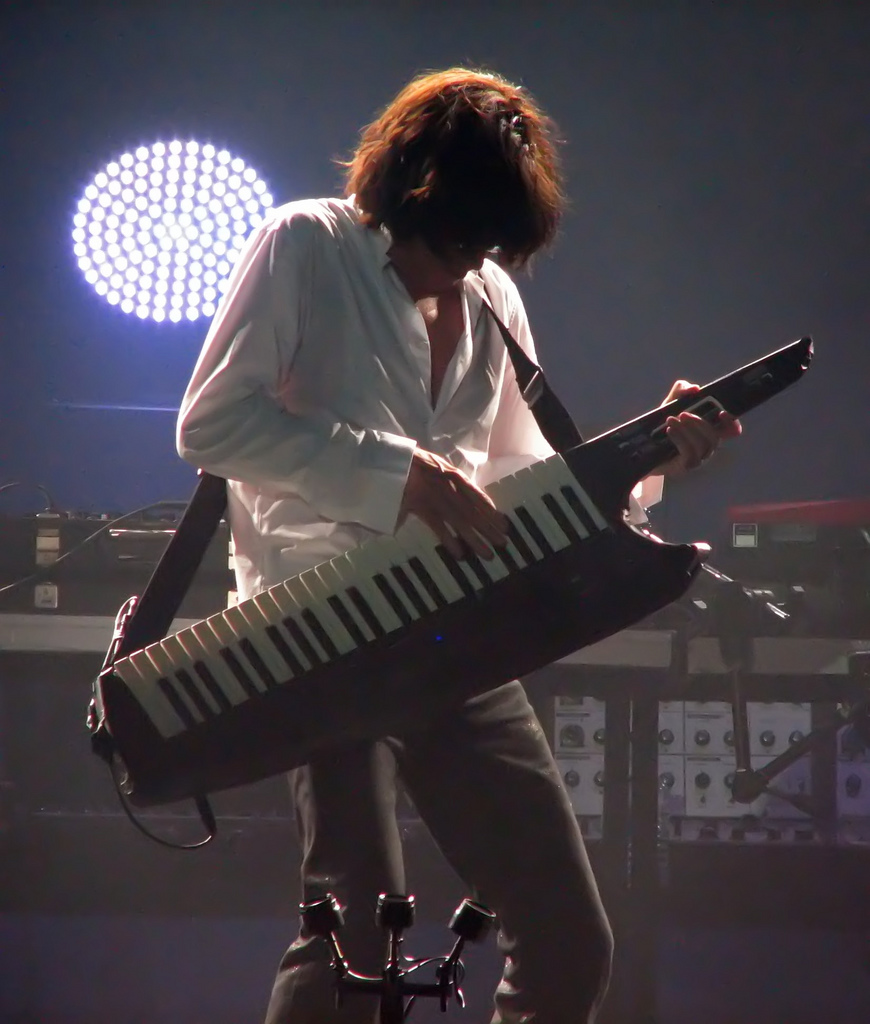
Jean-Michel Jarre (2009)

Durante este tiempo otras obras significativas de grupos clásicos del estilo incluirían los álbumes de Klaus Schulze Timewind (1975) y Moondawn (1976), considerado como su primera obra que se puede encuadrar claramente en el género. Giorgio Moroder con su disco Einzelgänger (1975), Jean-Michel Jarre con su obra Oxygène (1976), Ash Ra Tempel (Manuel Göttsching) con la publicación de New Age of Earth (1977) o Vangelis editando Spiral (1977) son consideradas algunas de las obras encuadrables en el género.

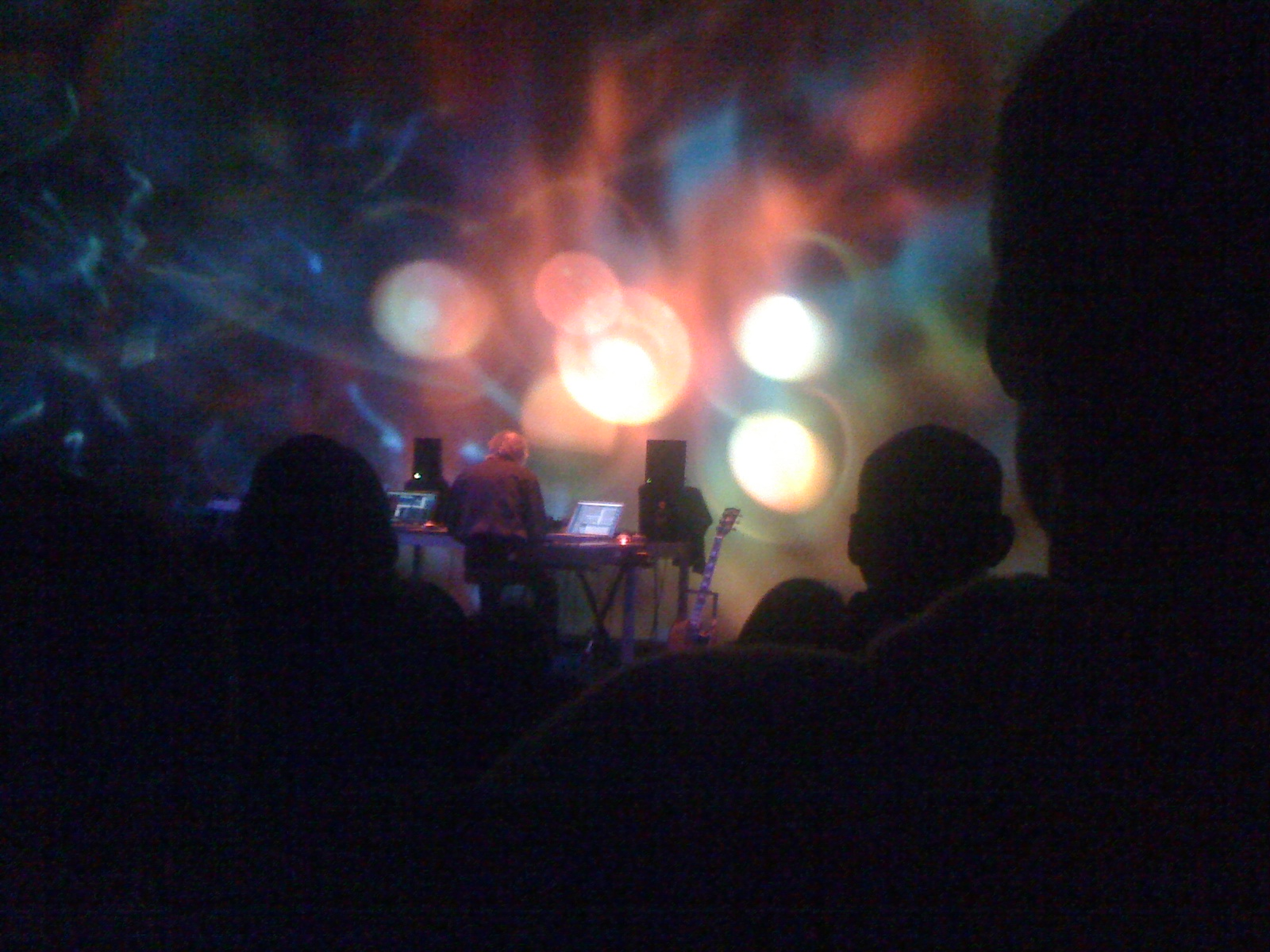
Manuel Göttsching (2012)

A pesar de ser calificados en un mismo subgénero cada artista mantiene un estilo único. Tangerine Dream realizaba una secuenciación compleja combinando múltiples líneas de color en su música, a través de la secuenciación en vivo, mediante la utilización del secuenciador analógico como si de un instrumento para tocar en directo se tratara. Se ha afirmado que el tipo de estructuras catárticas de ritmo y sonido de su etapa denominada «Virgin Years» bebe de la tradición minimalista de Terry Riley. Jean-Michel Jarre, por su parte, desarrollaba temas con un bajo dominante y profundo. Klaus Schulze utilizaba secuencias cortas e hipnóticas una octava o dos más altas que las de coetáneos, como Michael Hoenig, cuyos patrones cambiaban constantemente. Shulze destaca, por otra parte, por tocar sus secuencias en teclado en vivo introduciendo así modulaciones en sus piezas.

## Última etapa
Entre 1979 y 1984, tras pasar por varios cambios de formación y abordar otro tipo de propuestas musicales como Cyclone (1978), Tangerine Dream fueron agotando sus ideas y empezaron a ofrecer discos más accesibles acercándose cada vez más a conceptos como la música new age. Jean-Michel Jarre, por su parte, publicó su último disco utilizando secuenciador en 1981: Magnetic Fields. A partir de entonces se dedicó a composiciones electrónicas pero más próximas estilísticamente al rock.

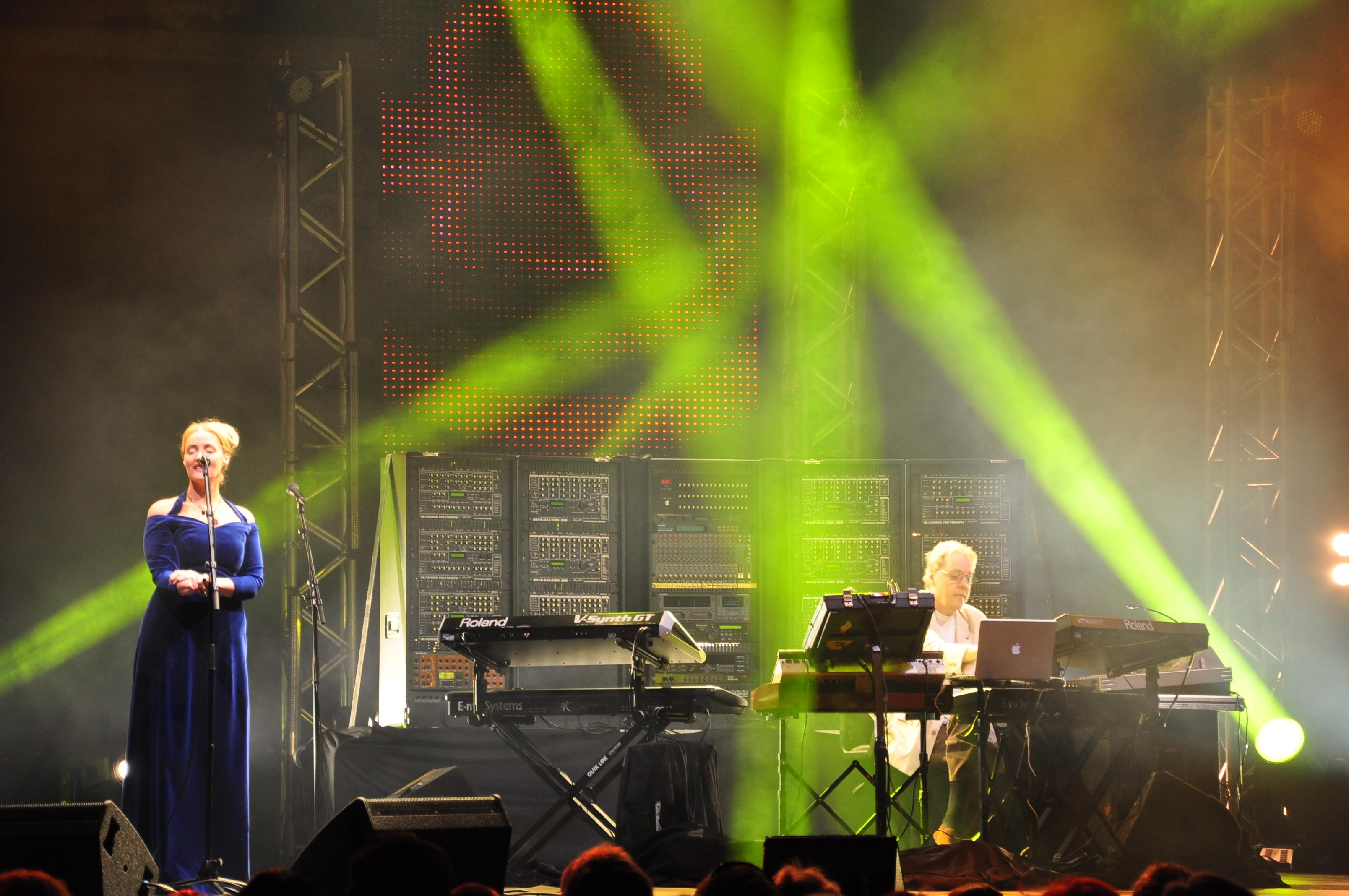
Lisa Gerrard (izda.) y Klaus Schulze (dcha.) (2009)

El avance imparable de la tecnología y la imposición del MIDI afectaron duramente a la Escuela de Berlín que, en buena medida, había estado basada precisamente en las limitaciones tecnológicas de su época. A medida que avanzaba la década de los años 1980, con la creación de nuevos instrumentos electrónicos y la paulatina digitalización de los procesos de producción musical, los artistas que integraron el subgénero fueron abordando otras propuestas. Ello no ha evitado que algunos artistas hayan continuado en el estilo como Wavestar, Radio Massacre International o Redshift. Klaus Schulze, dentro de los grupos y compositores clásicos, ha continuado también ligado a este subgénero.

## Influencia posterior
Aunque la influencia de la Escuela de Berlín no es tan evidente como la denominada Escuela de Düsseldorf, especialmente por la relevancia internacional de la música de Kraftwerk, su impacto sobre géneros como el ambient, el new age o la música trance es fundamental. También la agitación cultural que supuso la creación de este subgénero ha contribuido a afianzar a Berlín, especialmente tras la caída del Muro, como un centro de desarrollo e impulso de la escena electrónica europea.